# Kriegerdenkmal Kleinwulkow
Das Kriegerdenkmal Kleinwulkow ist ein denkmalgeschütztes Kriegerdenkmal im Ortsteil Kleinwulkow der Ortschaft Wulkow der Stadt Jerichow in Sachsen-Anhalt. Im örtlichen Denkmalverzeichnis ist das Kriegerdenkmal unter der Erfassungsnummer 094 86782 als Baudenkmal verzeichnet.

## Lage
Das Kriegerdenkmal von Kleinwulkow befindet sich auf dem Kirchgelände der Kirche von Kleinwulkow.

## Gestaltung und Geschichte
Es handelt sich um ein Denkmal für die Gefallenen des Ersten und Zweiten Weltkriegs. Das Denkmal ist ein abgestufter Sandsteinblock, der von einem Eisernen Kreuz gekrönt wird. In der Vorderseite ist eine Gedenktafel für die Gefallenen des Ersten Weltkriegs eingelassen. An der Seite befindet sich eine Inschrift für die Gefallenen des Zweiten Weltkriegs. Da diese mit der Zeit stark verwitterte, wurde sie 2013 saniert. Dafür wurde die Seite neu verputzt und dann die Namen der Gefallenen des Zweiten Weltkriegs neu eingraviert. Dabei gingen aber die Geburtsdaten der Gefallenen verloren.

## Inschriften

### Erster Weltkrieg
Ihren im Weltkrieg 1914–1919 gefallenen Helden.

Die dankbare Gemeinde Klein-Wulkow.

Gefallene 1. Weltkrieg

### Zweiter Weltkrieg
Gefallene 2. Weltkrieg

## Quelle
- Gefallenen Denkmal Kleinwulkow Online, abgerufen am 20. Juni 2017.